# Na rubu znanosti
Na rubu znanosti hrvatska je televizijska emisija koja se emitira na Hrvatskoj radioteleviziji od listopada 2002. Emisija je brzo postala vrlo popularna zbog polemiziranja paranormalnih fenomena. Mnogi ju kritiziraju kao pseudoznanstvenu emisiju.

## Koncept
Autor i voditelj Krešimir Mišak u emisiji govori o neobičnim i neobjašnjivim fenomenima u alternativnoj znanosti i svijetu. Razvitak emisije bio je potpuno slučajan. Urednik Znanstveno-obrazovnog programa Božidar Domagoj Burić je zamislio cijelu jednu emisiju s paranormalnim tematikom te je, zajedno s Jasnom Ulagom, pitao Miška bi li ju osmislio i vodio, na što je on pristao. Redatelj Mislav Hudoletnjak, istraživač i koscenarist Giuliano Marinković, organizatorica Sanja Knez i novinari Matej Crnogaća i Božidar Essert ubrzo su se priključili projektu, dobili svoj vlastiti studio s kulisom, te je tako nastala emisija "Na rubu znanosti".
Mišak je u to vrijeme radio na Hrvatskom radiju te, prema vlastitom priznanju, "nije znao ništa o televiziji", ali je svejedno prihvatio ponudu za emisiju jer je to smatrao kao "izlet". Nakon što je napravio deset emisija u jednoj godini, potkraj 2003. je smatrao da "više nema tema", a onda su mu ponudili i drugu sezonu, s tim da bi se emisija prikazivala dva puta mjesečno. Po vlastitoj izjavi, on je prihvatio iako je "smatrao da je to nemoguće" raditi svaka dva tjedna. Potom se emisija počela emitirati tjedno, no on je izjavio da je uspio jer je "promijenio kut gledanja" i počeo ubacivati teme iz futurizma i kreacionizma, a na sreću u Hrvatskoj su se počele održavati razne konferencije posevećene alternativi koje su mu pružile dodatno nadahnuće. Mišak sam bira goste a po vlastitim tvrdnjama najdraže teme su mu ufologija, alternativna arheologija i utjecaj svijesti na svijet.

U siječnju 2004. emitiran je i dokumentarac "Nebo NLO-a" u trajanju od 60 minuta koji je sadržavao priloge iz prijašnjih emisija o NLO-ima uz nove materijale poput intervjua s očevicima i istraživačima iz Hrvatske. Dokumentarac je bio veoma gledan i bio je tada učestalo komentiran na forumima i Usenetu, što je dovelo do još veće popularnosti emisije.
Emisija je početkom bila emitirana jednom mjesečno, no od sezone 2004./2005. emitirana je tjedno zbog velike popularnosti.
Koncept kvaziznanstveno-obrazovne emisije, koja traje oko 60 minuta, je da voditelj Mišak najčešće s jednim ili dva gosta diskutira o odabranom fenomenu o kojem su pripremljena oko tri kratka priloga sastavljena iz arhiva. Sam Mišak je u jednom intervjuu izjavio o svojoj emisiji:
Među gostima u emisiji su bili i analitičar ufologije Giuliano Marinković, dipl. ing. Božidar Kemić, Ivan Šimatović, mr. sc. Ilija Rkman, mr. sc. Aleksandar Žiljak, Miroljub Petrović, prof.dr.sc Slobodan Ribarić, Biserka Blašković, Elvisa Popovića, Ivana Petrušić i drugi.
Među slavnijim gostima izdvajaju se Edgar Mitchell, Lynne McTaggart, Michael Cremo i David Icke.

## Kritike i znamenitosti
Neki su prigovarali da emisija paranormalne teme previše okreće široj publici i da ih trivijalno obrađuje. Druga zamjerka upućena je odveć samim banalnim temama: primjerice, u par emisija su teme bile "Hakeri", "Geekovi" i "Borilačke vještine", što nema veze s 'rubom znanosti', dok su se na drugoj strani i tu pronašle paralele s rubom društvenih znanosti. Emisiju prati svojevrsni kult na raznim forumima, a ima i onih koji hvale emisiju zbog svježeg pristupa i elaboriranih priloga.  
Stjepan Gjurinek i Ivan Šimatović u emisiji su premijerno predstavili svoju knjigu Čovjek i NLO - Dolazimo u miru 2005. Dr. Lidija Gajski je 2009. također u emisiji predstavila svoju kontroverznu knjigu "Lijekovi ili priča o obmani".
Dne 21. rujna 2009. emitirana je epizoda "David Icke o Europskoj uniji" u kojoj je Icke ponovio svoje negativno stajalište prema EU, za koju smatra da se pretvara u centraliziranu super-državu, te se izravno osvrnuo na situaciju u Hrvatskoj i njenom pristupu toj organizaciji:
 Kada sam hodao po ulicama Zagreba, primijetio sam da po vladinim zgradama i drugim institucijama zastava EU stoji izravno uz hrvatsku. Koliko sam shvatio, to je već dugo tako običaj. A Hrvatska još ni nije članica EU. Znači to je već dogovorena stvar. Vi mjesečarite u ponor... Velika Britanija ima skoro 70 milijuna stanovnika, a nas su EU birokrati upili i diktiraju nam. Hrvatska je državica od samo 5 milijuna stanovnika. Nju će EU sa svojih 500 milijuna stanovnika jednstavno progutati. Bit ćete zaprepašteni kako će vam se životi promijeniti čim uđete u tu organizaciju. A sve se to događa bez ikakve rasprave u vladi i oporbi. To je nacionalna sramota. – David Icke o Europskoj uniji
Znakovito je to što je to bila jedna od prvih emisija koje su se emitirale na javnoj Hrvatskoj Radio Televiziji koje su izrazito negativno izrazile stajalište prema EU članstvu. Većina emisija na HRT-u je pozitivno govorila o toj organizaciji i lobirala za ulazak, pošto je postojala čak i emisija za djecu koja je obrađivala tu temu, "Abeceda EU".
30. studenog 2009. emisija je ugostila kontroverznu austrijsku novinarku Jane Burgermeister koja je tvrdila da je virus svinjske gripe pušten namjerno na svijet te je uložila kaznenu prijavu američkom FBI-u protiv Svjetske zdravstvene organizacije, Ujedinjenih naroda i nekoliko visokih vladinih i farmaceutskih dužnosnika zaduženih za cjepiva. Emisija je također podigla buru pošto su je neki kritizirali, a drugi hvalili
Zanimljivo je i to što je nedugo nakon početka emitiranja "Na rubu znanosti" dobila svoju talijansku emisiju "blizanku" koja se je, također ponedjeljkom, počela emitirati 2003. na programu RAI 2; "Voyager - Ai confini della conoscenza" ("Voyager - na rubu znanja").

## Ekipa
- Voditelj: Krešimir Mišak
- Ideja serijala: Božidar Domagoj Burić
- Istraživač i koscenarist: Giuliano Marinković
- Novinari: Mladen Iličković, Ivana Šoljan, Marieta Stipić, Matej Crnogaća, Zrinka Bertović, Giuliano Marinković
- Producent: Miro Mioč
- Organizatorica: Denisa Šuman, Sanja Knez
- Asistentica redatelja: Irena Plavec, Sara Popović, Jasna Petraković
- Redatelj: Mislav Hudoletnjak

## Peticija znanstvenika 2010.
Dne 23. svibnja 2010. fizičar dr. Dejan Vinković sa Sveučilišta u Splitu pokrenuo je peticiju koju je potpisalo stotinjak znanstvenika, a u kojoj se tvrdi da HTV u sklopu znanstveno-obrazovnog programa emitira pseudoznanstvenu emisiju “Na rubu znanosti”, čime se krši Zakon o HRT-u i Zakon o elektroničkim medijima. Vinković je programskom vijeću HRT-a, Saboru, Hrvatskom novinarskom društvu i Vijeću za elektroničke medije uputio pritužbu zbog popularne emisije “Na rubu znanosti”, tražeći da se ona iz znanstveno-obrazovnog prebaci u zabavni program. U pismu je optužio institucije koje obavljaju nadzor nad radom HRT-a da ne razlikuju znanost od pseudoznanosti te nisu svjesne štetnosti pseudoznanosti za razvoj institucija. Također, potpisnici peticije negoduju zbog toga što se novac predviđen za znanstveno-obrazovni program troši na emisije neznanstvenoga i neobrazovnog karaktera. Autor i voditelj emisije Mišak odgovorio je da se znanstvenici koji se bune protiv njegove emisije pozivaju na razne zakone, što za njega znači da traže da se znanstvena istina određuje na sudu, a po njemu: "određivanja znanstvene istine na sudu nikad nisu dobro prošle." Također je napomenuo da su kod njega u emisiji bili mnogi diplomirani znanstvenici i da je "nemoguće odrediti koji su pravi a koji lažni znanstvenici".  Na tvrdnju u Vinkovićevoj pritužbi da "ponekad (ali izuzetno rijetko) u emisiji gostuje i poneki znanstvenik", Mišak je u javnom odgovoru napomenuo da je probao izbrojiti koliko je doktora znanosti nastupilo u emisijama, ali je odustao kod brojke od pedeset, jer je bilo previše za brojiti. Nasuprot peticiji znanstvenika protiv Miškove emisije, pokrenuta je, putem interneta, protupeticija potpore Mišku i njegovoj emisiji. Ta druga peticija prikupila je oko 23 000 potpisa.

## Termini emitiranja
Tijekom prvih šest sezona, emitirala se kasno navečer, oko 23 sata. Povremeno je dolazilo do kraćih promjena u rasporedu programa. Emisije su u početku išle utorkom na HRT2, no kasnije je konstantniji termin prebačen u ponedjeljak na kanalu HRT1. U prve dvije sezone postojala je i repriza. Repriza je kasnije ukinuta na standardnim kanalima HRT-a, no i dalje se emitirala subotom ujutro oko 7 sati na kabelskom kanalu HRT+.
U prvoj sezoni, 2002./2003., svaka emisija emitirala se jednom mjesečno, a trajanje svake epizode iznosilo je 60 minuta. U drugoj sezoni 2003./2004., emisije su emitirane dva puta mjesečno. Od treće sezone 2004./2005. emisije su krenule u tjednom režimu emitiranja koji traje do današnjeg dana.
Od šeste sezone (2007./2008.) trajanje svake epizode iznosi 45 minuta. Od sedme sezone 2008./2009. trajanje svake epizode iznosi 40 minuta. Nakon dugogodišnjih kritika gledatelja o kasnom terminu emitiranja, emisija je u sedmoj sezoni konačno premještena u novi termin emitiranja od 18:30 h. Emisija se tada emitirala na televizijskom kanalu HRT 2. U osmoj sezoni (2009./2010.) emisija je dobila i termin reprize, a novo trajanje svake epizode iznosilo je 50 minuta. Emisija se emitirala svaki ponedjeljak na kanalu HRT 2 oko 17:05 h, dok je repriza bila isti dan oko 23:30 h na kanalu HRT 1. Skupina gledatelja koja se navikla na noćni termin prigovarala je promjeni termina koja se dogodila u sedmoj sezoni. No, ne treba zaboraviti da su prvih šest sezona drugi gledatelji konstantno lobirali da se emisija prebaci u raniji termin što se i dogodilo u sedmoj sezoni, no time je ukinut noćni termin emitiranja. S dvostrukim terminom emitiranja u osmoj sezoni, zadovoljene su obje skupine gledatelja.
U devetoj sezoni (2010./2011.) opet dolazi do promjene termina. Prvih nekoliko emisija na početku sezone, emisija se emitirala četvrtkom iza 23 sata na kanalu HRT 1. No, termin emitiranja ubrzo se opet mijenja pa se emisija prikazivala svaki petak na kanalu HRT 2. Vrijeme emitiranja uvijek varira, ali općenito se može reći da emisija uvijek počinje negdje poslije 23 sata. U desetoj sezoni emitiranja (2011./2012.) emisiju opet vraćaju na kanal HRT 1, a emitiranje ostaje i dalje petkom iza 23 sata. Repriza ide subotom dva puta na kanalu HRT plus, u terminima oko 14 i 20 sati. U jedanaestoj sezoni (2012./2013.) emitiranje se s petka seli na ponedjeljak na kanalu HTV 1 iza 23 sata. Ovaj put postoje dvije reprize. Prva repriza ide na istom kanalu utorkom oko 5 sati ujutro dok druga ide srijedom na HTV 2 oko 11:30 sati. U rujnu 2012. na kanalu HTV 3 također kreće i poseban reprizni serijal pod naslovom "Antologija prvih emisija" u kojem se emitiraju klasici emisije. U dvanaestoj sezoni (2013./2014.) dolazi do ključne promjene. Emisija se seli na HRT 3 kamo se seli i većina emisija iz znanstveno-obrazovnog programa. Dok većina emisija koje idu na kanalu HTV 3 dijeli isti studio, istu glazbenu temu i grafičko rješenje, "Na rubu znanosti" zadržava svoj prepoznatljiv studio, prepoznatljivu glazbenu temu i špicu. Emitiranje se i dalje emitira iza 23 sata dok repriza ide na istom kanalu utorkom oko 13 sati.

## Vanjske poveznice
- Na rubu znanosti u internetskoj bazi filmova IMDb-a
- Preko ruba...  Arhivirana inačica izvorne stranice od 3. listopada 2010. (Wayback Machine) blog Krešimira Miška
- Preko ruba znanosti  Arhivirana inačica izvorne stranice od 27. svibnja 2014. (Wayback Machine) blog Krešimira Miška - arhiva 1
- Preko ruba znanosti blog Krešimira Miška - arhiva 2